# آندریوس زادنپروفسکیس
آندریوس زادنپروفسکیس (لیتوانیایی: Andrejus Zadneprovskis؛ زادهٔ ۴۲ اوت ۱۹۷۴) ورزشکار پنج‌گانه مدرن اهل لیتوانی بود.
وی در مسابقات کشوری و بین‌المللی در مجموع برندهٔ ۶ مدال طلا، ۶ مدال نقره، ۶ مدال برنز شده‌است.